# Ángela Aparisi Miralles
Ángela Aparisi Miralles (Valencia, 1963) es catedrática de Filosofía del Derecho de la Universidad de Navarra y catedrática de Bioética en la Universidad del Istmo (Guatemala)

## Formación académica
Realizó los estudios de Derecho en la Facultad de Derecho de la Universidad de Valencia con nota media de Sobresaliente. En 1991 obtuvo el grado de Doctor con su tesis titulada Sobre la génesis de la declaración americana de 1776 (el periodo de 1765 a 1776).

## Actividad laboral,  docente e investigadora
Desarrolló su actividad profesional como Magistrada de la Audiencia Provincial de Valencia en las Salas Civiles y Penales, desde 1988 hasta 1997, labor que compaginó con la docencia y la investigación en la Universidad de Valencia y, posteriormente, en las Universidades  de Navarra, y del Istmo (Guatemala). Es profesora Visitante en la Universidad Panamericana (México) y de la Universidad Santo Toribio de Mogrovejo (Perú).  
Entre 1997 y 2010  fue directora del «Instituto de Derechos Humanos» y Directora del Departamento de Filosofía del Derecho de la Facultad de Derecho de la Universidad de Navarra.  
Sus investigaciones giran en torno a las siguientes materias: Derechos humanos, paz y seguridad internacional. En especial, ha estudiado el pensamiento de Francisco de Vitoria; Razón práctica y praxis de los operadores jurídicos, con atención a cuestiones de ética y deontología jurídica; Fundamentación de los derechos humanos y dignidad humana; Derechos humanos y discursos de género. 

## Premios
Por sus investigaciones ha obtenido los siguientes premios:
- Premio de la Real Academia de Farmacia, por el trabajo de investigación “Concepto y fundamento de la Deontología Farmacéutica”.

- Premio "Derecho y Salud", otorgado por la Asociación Española de Juristas para la salud.

- Premio a trabajos de Derechos Humanos “Excmo. Sr Académico Luis Portero”, de la Real Academia de Jurisprudencia y Legislación de Granada.

## Reconocimientos
- Miembro honorífico de la Barra Mexicana de Abogados
- Visitante Distinguido de la Universidad Santo Toribio de Mogrovejo de Perú.
- Member of the International Forum of Teachers (IFT) of the UNESCO Chair in Bioethics
- Reconocimiento de cuatro Sexenios de investigación por parte de la Comisión Nacional Evaluadora de la Actividad Investigadora del Ministerio de Educación, Cultura y Deporte.

## Pertenencia a Comités científicos
- Comité científico de la Revista “Persona y Derecho”.
- Comité científico de la Revista "Cuadernos de Bioética"
- Comitato Scientifico de la Colección “Diritto e religione” de la Casa Editrice Aracne, Italia
- Comité Científico de la Revista Dikaion, Universidad de La Sabana, Colombia
- Comité científico de la Revista de la Facultad de Derecho de la Universidad Católica de Valencia.
- Comité científico de la Revista del Seminario de Filosofía del Derecho.
- Comité científico de la Revista de la Cátedra de Estudios y Atención a las Mujeres "Teresa Gallifa"

## Conferencias
Ha impartido más de doscientas conferencias en universidades nacionales e internacionales y ha dirigido y participado en veinte proyectos de investigación subvencionados.

## Publicaciones en revistas científicas
Es autora de más de 150 publicaciones en revistas científicas nacionales e internacionales y de colaboraciones en libros colectivos.

## Libros publicados

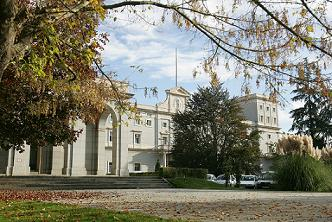
Universidad de Navarra; Pamplona. Edificio central.

- Los orígenes ideológicos de la Revolución Norteamericana. Centro de Estudios Constitucionales, 1995[2]
- El Proyecto Genoma Humano: reflexiones sobre sus relaciones con el Derecho. Universidad de Valencia, 1997[3]
- Deontología farmacéutica: concepto y fundamento.[4]
- Por un feminismo de la complementariedad : nuevas perspectivas para la familia y el trabajo.[5]
- La píldora del "día siguiente":aspectos farmacológicos, éticos y jurídicos.[6]
- Biotecnología, dignidad y derecho: bases para un diálogo.[7]
- El nuevo feminismo de la complementariedad.[8] Cámara de Comercio e Industria de El Salvador, 2006.
- Ética y deontología para juristas. Eunsa,2006.
- Ciudadanía y persona en la era de la globalización. Comares, 2007.
- Derecho a la guerra y derecho a la paz en Francisco de Vitoria. Comares, 2007.
- Pluralismo cultural y democracia. Thomson-Aranzadi, 2009.
- Género y persona. Thomson Aranzadi, 2011.
- Deontología profesional del abogado. Tirant lo blanch, 2013.
- “Los discursos sobre el género: algunas influencias en el ordenamiento jurídico español”. Tirant lo blanch, 2016